# Zebrica
Zebrica (lat.: Danio rerio) je vrsta tropske slatkovodne ribe iz roda Danio, porodice Cyprinidae (šarani). Vuče porijeklo iz potoka i rižinih polja Indije, a u Europu je unijeta 1905. godine. Može se sresti i u vodama Bangladeša, Pakistana i Nepala, a kao neželjeni kućni ljubimci dospjeli su i u vode Kolumbije. Vrlo su popularne akvarijske ribe, lake za uzgoj i razmnožavanje, a koriste se i u znanstvene svrhe.

## Izgled i karakteristike
Brza je i vrlo živahna riba, svijetlosivog tijela, a prepoznatljiva je po četiri vodoravne pruge tamnije sive ili sivoplave boje. Pruge se protežu od škržnih poklopaca pa do repa, koji je blijedomliječne boje. Odlika cijele porodice su brčići koji se daju primijetiti i kod zebrice. Spolni dimorfizam je očit: ženke su veće od mužjaka i dosta krupnijeg, ružićastog trbuha. Maksimalna dužina ženke je 6 cm. Između tamnijih pruga kod mužjaka nalaze se zlatnožute pruge, koje su kod ženke sive boje. Životni vijek zebrica iznosi otprilike 5 godina.

## Uzgoj u akvariju
Idealna temperatura vode za život zebrica iznosi 23 °C, ali u akvariju ona nije od velikog značaja. Sposobnosti ove ribe da podnese nevjerojatne varijacije temperature, u rasponu od 15 do 30 °C, svojstvene su još samo zlatnim ribicama. Nije zahtjevna ni po pitanju sastava vode. Vrlo su temperamentne i živahne ribe, pa traže dosta prostora za plivanje, ali i dosta prostora za skrivanje u bilju. Zbog navike da iskaču iz vode u potrazi za kukcima, akvarij mora biti zatvoren poklopcem. Njenom temperamentu odgovara i veliki apetit, zebrice će prihvatati svu kupovnu hranu i svu živu koja im može stati u usta, uključujući razne crve i kuhano zeljasto povrće.

### Razmnožavanje
Kada je u pitanju razmnožavanje, zebrice ne zahtijevaju ništa osim krupnijeg šljunka ili, još bolje, mrežice dovoljno široke da kroz nju propadne ikra, a istovremeno dovoljno uske da spriječi roditelje da dopru do nje i pojedu je. S lakoćom se mrijeste i u posudama vrlo malih zapremina, od 5 do 10 litara. Sastav vode ne igra važnu ulogu, ali mriještenje potiče hladna, svježa voda bogata kisikom. Ženka položi 100 do 400 komada ikre, nakon čega se roditelji izdvajaju iz akvarija. Inkubacija ikre pri temperaturi od 26 °C traje samo 24 sata. Nakon izleganja ličinke vise tri dana na staklu ili podlozi, a zatim proplivaju i počinju se hraniti.

## Varijeteti
Zebrice se smatraju najjednostavnijim početničkim ribama. Većina akvarista, kada želi krenuti s mrijestom ikrašica, počinje upravo od njih. Do danas je odgojeno nekoliko varijeteta zebrica, od kojih neke proizvode zeleni, žuti ili crveni fluoroscentni protein. Susreću se varijeteti zlatne boje i varijacije koje se odlikuju mrljama kao kod leoparda, te albino oblici zebrice. Varijeteti s leopardovim uzorkom se ponekad označavaju kao zasebna vrsta po imenu Danio frankei.